# Max Haushofer Jr.

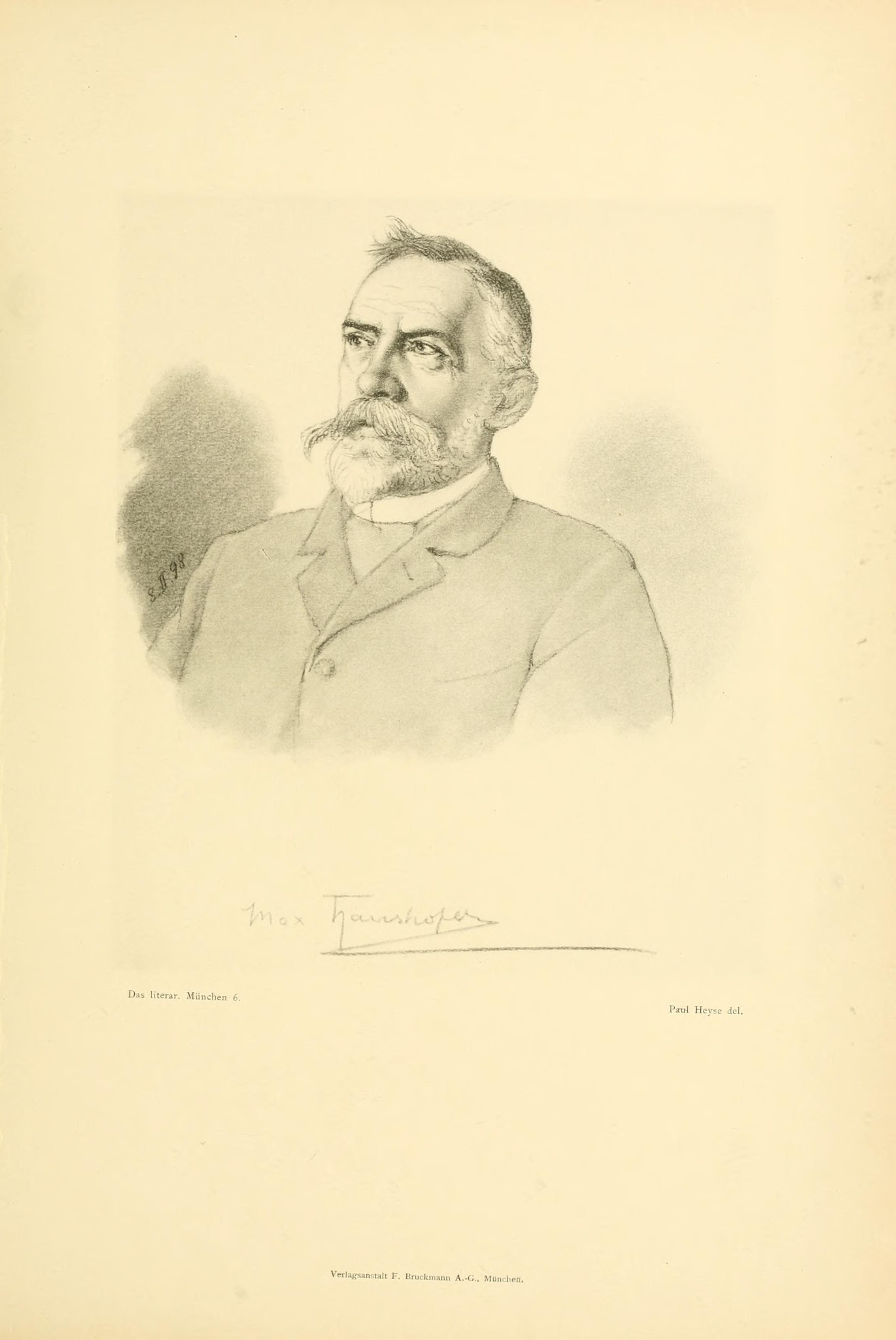
Paul Heyse: Portrait Max Haushofer, in: Das litterarische München. 25 Porträtskizzen, 1900

Max Haushofer Jr. (* 23. April 1840 in München; † 9. oder 10. April 1907 in Gries bei Bozen) war ein deutscher Nationalökonom, Politiker und Schriftsteller.

## Leben und Werk
Max Haushofer war, nach dem ein Jahr älteren Karl, das zweite Kind aus der Ehe des Landschaftsmalers Max Haushofer und seiner Frau Anna, geb. Dumbser. Die ersten vier Jahre seines Lebens verbrachte er in München. 1845 wurde sein Vater Professor für Landschaftsmalerei an der Prager Kunstakademie. Von 1849 bis 1857 besuchte Max Haushofer das K.K. Deutsche Gymnasium in Prag. 1857 kehrte er nach München zurück. Max Haushofer besuchte für ein Jahr das Maximiliansgymnasium in München, das er 1858 mit dem Reifezeugnis verließ. Anschließend studierte er Nationalökonomie und Statistik an der Universität München. Daraus resultierten seine Promotion 1864 sowie seine Habilitation 1866. Im Herbst 1868 wurde Max Haushofer außerordentlicher Professor, 1880 ordentlicher Professor an der Technischen Hochschule München. Von 1875 bis 1881 vertrat er für die Vereinigte Liberale den Wahlkreis München I in der bayerischen Abgeordnetenkammer.
Neben fachwissenschaftlichen Publikationen veröffentlichte Haushofer Gedichte, Dramen, Erzählungen und Märchen. Zudem schrieb er einige Beiträge für die Süddeutschen Monatshefte.
Haushofer war Mitglied der Münchner Literarischen Gesellschaft und von 1878 bis 1900 Mitglied der Zwanglosen Gesellschaft München.
Aus seiner Ehe mit Adele Fraas (1844–1872), Tochter von Carl Fraas, gingen drei Kinder hervor: Karl Haushofer (1869–1946), ein bedeutender Geograph und Theoretiker der Geopolitik; Marie Haushofer (1871–1940), eine Malerin und Unterstützerin der bürgerlichen Frauenbewegung Münchens und Alfred Haushofer (1872–1943), Maler und Zeichner. In zweiter Ehe war er mit der Schriftstellerin Emma Haushofer-Merk (1854–1925) verheiratet. Das Grab Max Haushofers befindet sich auf Frauenchiemsee.

## Veröffentlichungen
- Gedichte, 1864

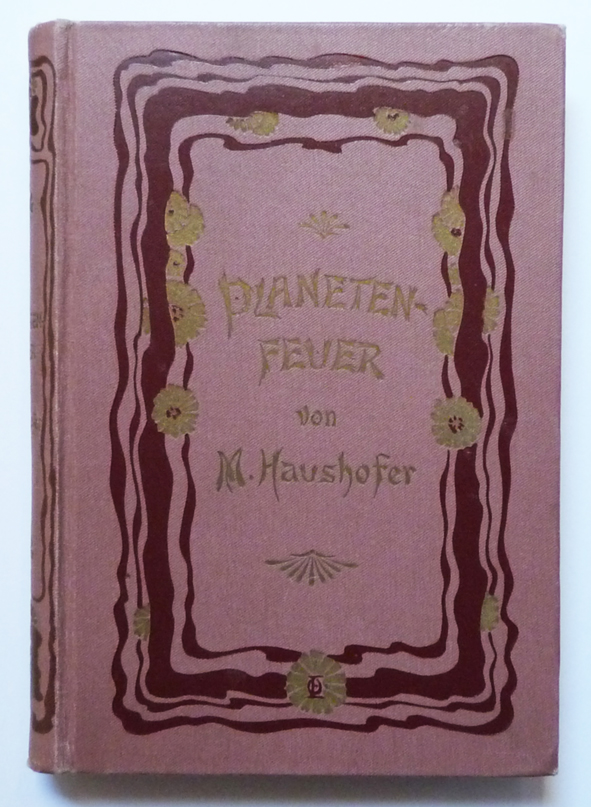
Planetenfeuer, Deutsche Erstausgabe, Cotta’sche Buchhandlung, Stuttgart 1899

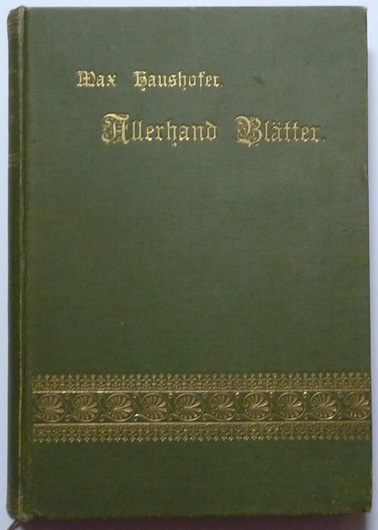
Allerhand Blätter, Originalausgabe 1899, Verlag von Adolf Bonz & Comp., Stuttgart

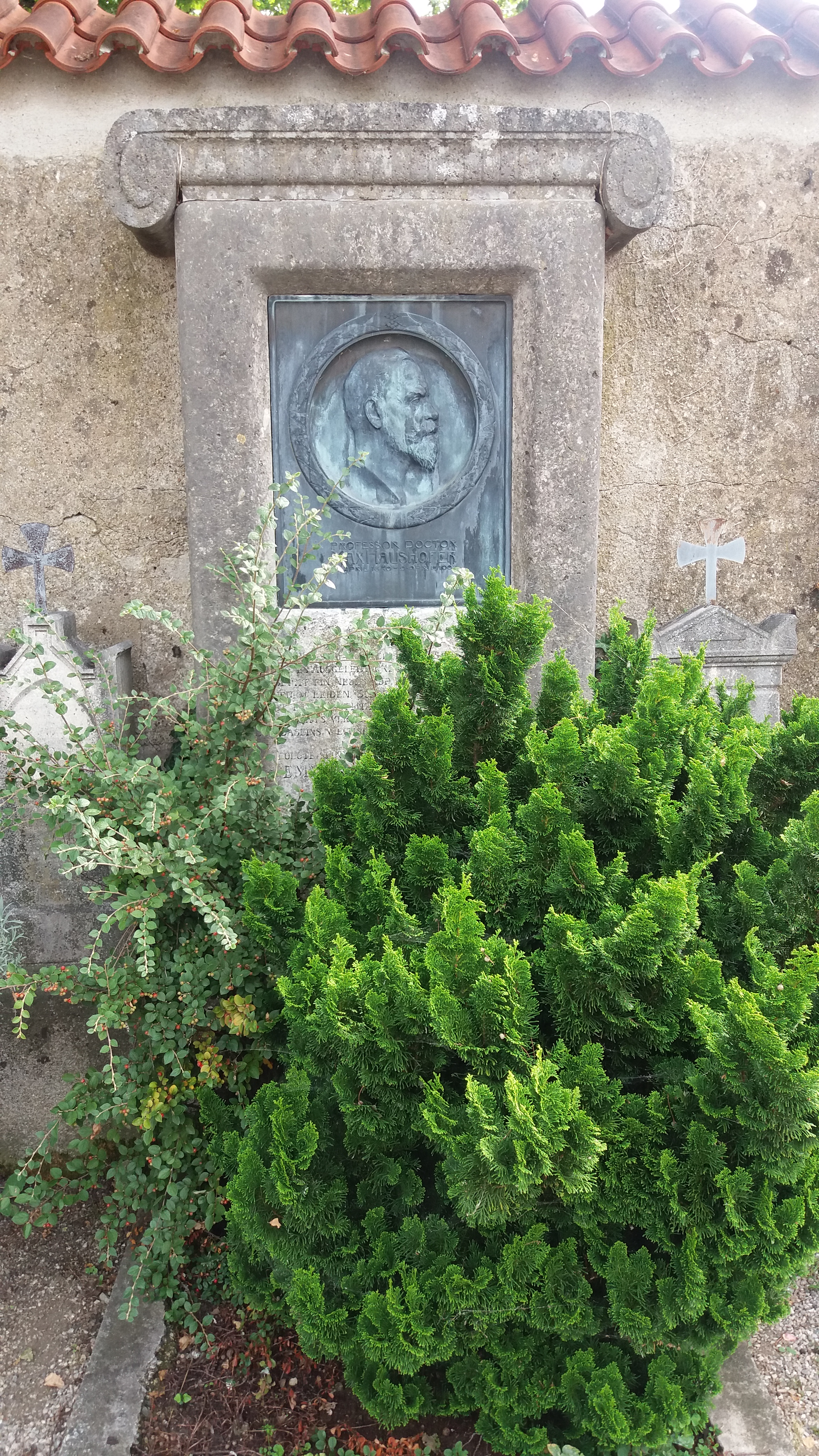
Grabstätte Max Haushofer Jun., Friedhof Fraueninsel

- Grundzüge des Eisenbahnwesens, 1873
- Der Industriebetrieb, 1874
- Eisenbahngeographie, 1875
- Unhold der Höhlenmensch, 1880
- Lehr- und Handbuch der Statistik, 1872
- Der ewige Jude (Ahasverdichtung), 1886
- Geschichten zwischen Diesseits und Jenseits, 1888
- Die Verbannten, 1890
- Arbeitergestalten aus den bayerischen Alpen. Zeichnungen von Otto E. Lau. Buchnersche Verlagsbuchhandlung, Bamberg 1890; Textarchiv – Internet Archive.
- Alpenlandschaft und Alpensage, 1891
- Grundzüge der politischen Ökonomie, 1894
- Das deutsche Kleingewerbe, 1885
- Der moderne Sozialismus, 1896
- Lebenskunst und Lebensfragen, Ravensburg 1897
- Allerhand Blätter. Geschichten, 1898
- Planetenfeuer, 1899
  - Hörspielbearbeitung: Planetenfeuer. Mit Florian Fischer, Christian Lerch, Tobias Lelle, Caroline Ebner, Mogens von Gadow, Gabriel Hecker, Maria Gröbmaier, Martin Otter. Komposition: Christoph Nicolaus, Bearbeitung und Regie: Martin Otter, Produktion: BR Hörspiel und Medienkunst 2010. Als Podcast/Download im BR Hörspiel Pool.[10]
- Oberbayern, München und bayerisches Hochland, 1900
- Der kleine Staatsbürger, 1902
- Bevölkerungslehre, 1903
- Die Landschaft, 1903
- Tirol und Vorarlberg, 1903
- Das Jenseits, 1905
- Prinz Schnuckelbold, 1906
- An des Daseins Grenzen, 1908

## Vertonungen seiner Gedichte
- Ferdinand Pfohl, Sirenenlieder, aus Die Verbannten, 1894
- Ferdinand Pfohl, Turmballaden, aus Die Verbannten, 1910